# Pterodaustro
A Pterodaustro a hüllők (Reptilia) osztályának pteroszauruszok (Pterosauria) rendjébe, ezen belül a Pterodactyloidea alrendjébe és a Ctenochasmatidae családjába tartozó nem.

## Tudnivalók
A Pterodaustro egy kréta kori pteroszauruszfaj, amely Dél-Amerika területén élt, 105 millió évvel ezelőtt.
A Pterodaustro szárnyfesztávolsága 2,5 méter volt. Szájában 1000 darab hosszú és keskeny kefeszerű fog ült, amelyeket szűrőnek használt, úgy táplálkozva, mint a mai flamingók. A sok kefeszerű fogával fogta meg a kis rákokat, a planktont, az algákat és más apró, vízi élőlényt. Az állat kétféleképpen vadászhatott: sekély vízben állt és végig kutatta a vizet az állatok után, vagy a vízfelszín fölött repült, kikapva a „szűrő” elé került állatokat. Miután a zsákmány a szájába került, a Pterodaustro a felső állcsontján (maxilla) található gömbölyű fogaival morzsolta szét.
Mint a flamingóknak, a Pterodaustronak is lehetett rózsaszínű árnyalata, tápláléka miatt. Ezért gyakran „flamingó pteroszaurusznak” nevezik.

## Felfedezése
Az állatot José Bonaparte fedezte fel, 1970-ben, a Lagarcito Formationban. A lelőhely a patagóniai San Luis tartományban, Argentínában található. Pterodaustro-maradványokat Chilében is találtak.

## Rendszerezés
A nembe az alábbi fajok tartoznak:
- Pterodaustro guinazui - típusfaj
- Pterodaustro sp.